# Jessica Capshaw
Jessica Capshaw, född 9 augusti 1976 i Columbia i Missouri, är en amerikansk skådespelare. Hon är dotter till Kate Capshaw och därmed styvdotter till Steven Spielberg.
Jessica Capshaw är mest känd för sin roll som Dr.Arizona Robbins i TV-serien Grey's Anatomy.
Capshaw gifte sig med Christopher Gavigan den 22 maj 2004 på sin familjs East Hampton egendom. De har tre barn: sonen Luke Hudson Gavigan (född 2007) och döttrarna Eve Augusta Gavigan (född 2010) och Poppy James Gavigan (född 2012).

## Filmografi i urval
- 1999 – Cityakuten (TV-serie) (1 avsnitt)
- 2001 – Valentine
- 2002–2004 – Advokaterna (TV-serie) (44 avsnitt)
- 2002 – Minority Report
- 2003 – View from the Top
- 2005 – How I Met Your Mother (TV-serie) (1 avsnitt)
- 2005 – Into the West (TV-serie) (1 avsnitt)
- 2006 – Bones (TV-serie) (2 avsnitt)
- 2006 – Pojkar vill... Killar kan!
- 2007 – The L Word (TV-serie) (3 avsnitt)
- 2009–2018 – Grey's Anatomy (TV-serie) (214 avsnitt)